# Henstead with Hulver Street
Henstead with Hulver Street – civil parish w Anglii, w Suffolk, w dystrykcie East Suffolk. W 2011 civil parish liczyła 408 mieszkańców.